# Allium ruhmerianum
Allium ruhmerianum är en amaryllisväxtart som beskrevs av Paul Friedrich August Ascherson, Ernest Armand Durand och Jean François Gustave Barratte. Allium ruhmerianum ingår i släktet lökar, och familjen amaryllisväxter. Inga underarter finns listade i Catalogue of Life.